# Paličkovací stroj

Schéma paličkování se třemi paličkami na dvou oběžných dráhách

Paličkovací stroj (angl.: braiding machine, něm.: Klöppelmaschine) zvaný také torchonský (Torchon Lace Machine) je zařízení k výrobě krajek vzniklé konstrukční úpravou ze splétacího stroje. 
Patent na paličkovací stroj dostalo v 80. letech 19. století několik vynálezců v Německu, ve Francii a v Anglii. Výroba průhledných textilií (namísto dosavadních lan) byla na stroji umožněna tím, že na splétacím stroji bylo spojeno několik paličkovacích drah a paličky se mohou pohybovat po vlastní dráze nebo přecházet na sousední (viz snímek vpravo nahoře). Ve 30. letech 20. století došlo v Japonsku a v Německu (Barmen, viz snímek vpravo uprostřed) ke zdokonalením, na kterých se zakládají i konstrukce z počátku 21. století. 
Výrobek se splétá ve tvaru hadice, která se rozděluje tak, že ze stroje vychází krajkovina jako plochý pás (příp. více pásů vedle sebe).

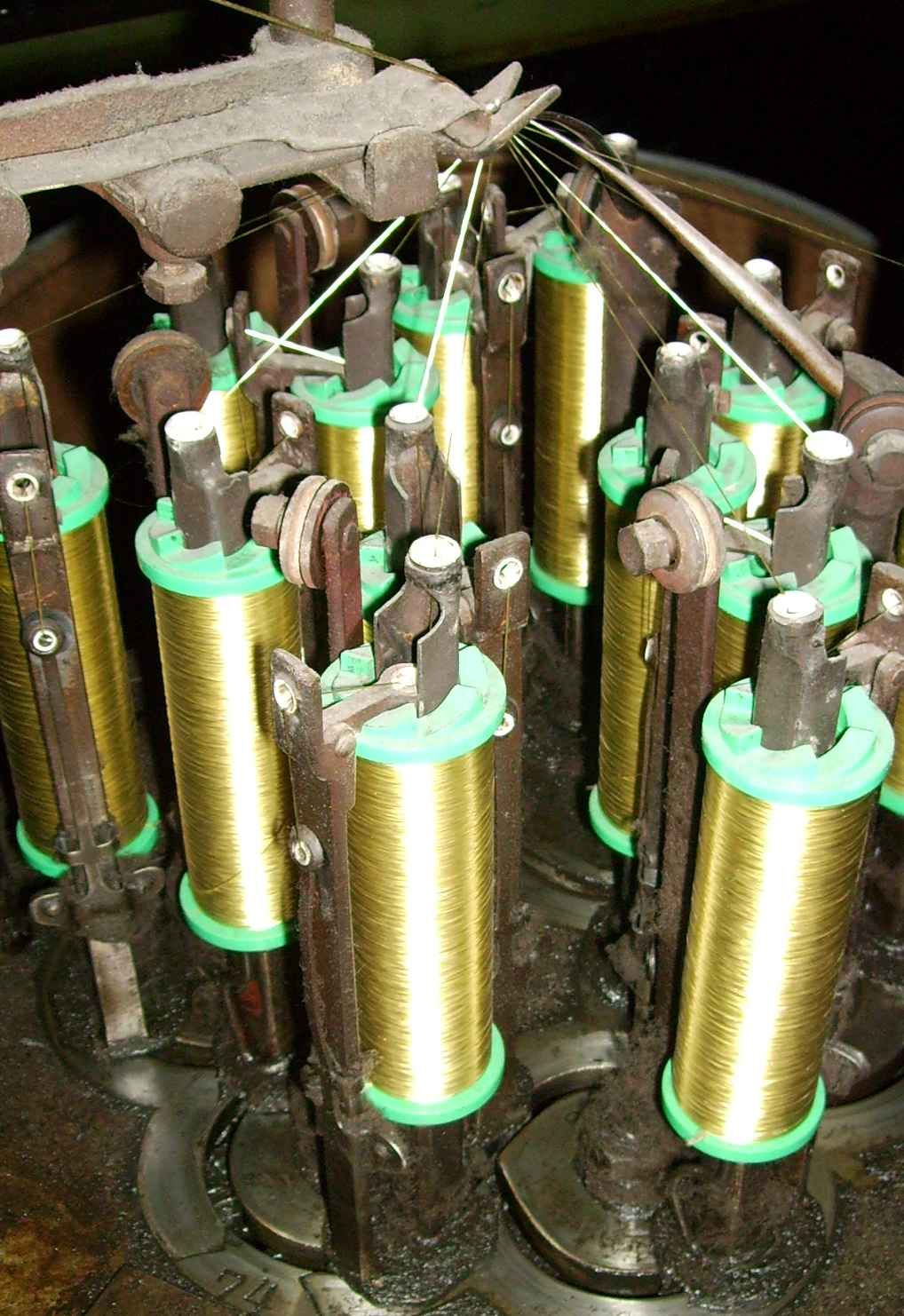
Barmenský paličkovací stroj

Pohyb paliček je řízen přes systém magnetů elektronickým vzorovacím zařízením, pro složité vzory jsou stroje vybaveny žakárovým ústrojím.
Na stroji se dají zhotovit všechny základní vazby, které jsou známé z ručního paličkování, velikost vzorů je omezena na šířku počtem instalovaných paliček, v podélném směru je střída vzoru neomezená. Některé ručně paličkované krajky s jednodušším vzorem (např. torchonská krajka) se dají na paličkovacím stroji tak přesně napodobit, že ani zkušení odborníci nemohou rozeznat rozdíl mezi originálem a imitací.

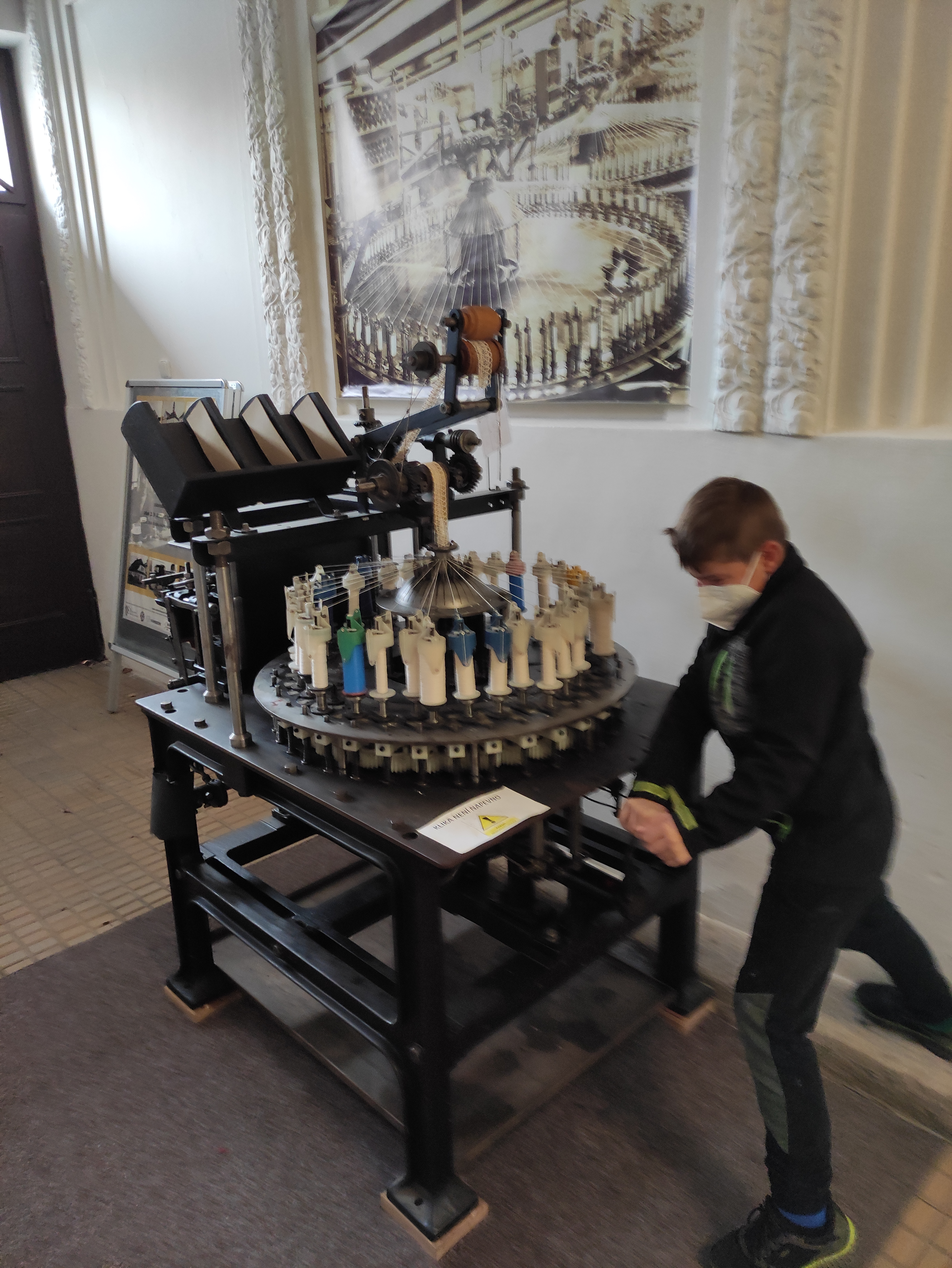
Historický funkční paličkovací stroj - Muzeum krajky Vamberk

Krajky kruhového tvaru se na paličkovacím stroji nedají vyrábět. 
Jako možné použití se udává výroba krajek ve formě pásu z tuhých nebo elastických přízí, lemování oděvů nebo bytových textilií, ubrusy aj.
Výkon moderních strojů (s max. 128 paličkami) : stuha široká 40 cm = cca 10 m/min., 4 cm š. = cca 40 m/min.
Na začátku 21. století dodává paličkovací stroje několik výrobců v Asii i v Evropě,   údaje o rozsahu výroby nejsou publikovány.

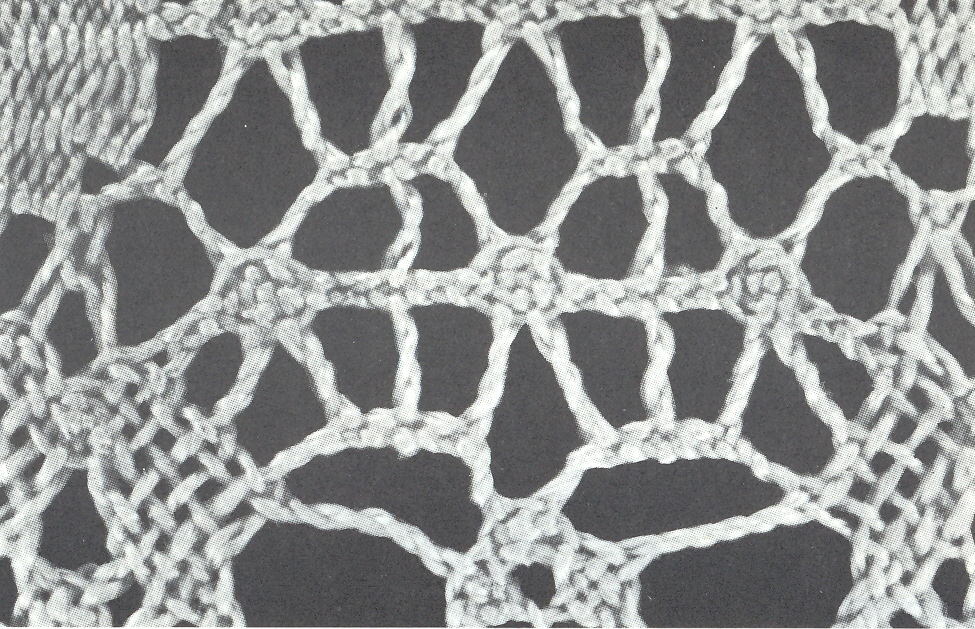
Detail výrobku z paličkovacího stroje

Historický paličkovací stroj lze zhlédnout také v Muzeu krajky Vamberk.